# Kỳ Thịnh
Kỳ Thịnh là một phường thuộc thị xã Kỳ Anh, tỉnh Hà Tĩnh, Việt Nam.

## Địa lý
Phường Kỳ Thịnh nằm ở phía đông thị xã Kỳ Anh, có vị trí địa lý:
- Phía đông giáp các phường Kỳ Long, Kỳ Phương và xã Kỳ Lợi
- Phía tây giáp phường Kỳ Trinh
- Phía nam giáp tỉnh Quảng Bình
- Phía bắc giáp xã Kỳ Lợi.

Phường Kỳ Thịnh có diện tích 40,32 km², dân số năm 2024 là 25.209 người, mật độ dân số đạt 625 người/km².

## Lịch sử
Trước đây, xã Kỳ Thịnh thuộc huyện Kỳ Anh.
Ngày 10 tháng 4 năm 2015, Ủy ban Thường vụ Quốc hội ban hành Nghị quyết số 903/NQ-UBTVQH13 về việc:
- Thành lập thị xã Kỳ Anh thuộc tỉnh Hà Tĩnh trên cơ sở một phần diện tích và dân số của huyện Kỳ Anh.
- Thành lập phường Kỳ Thịnh thuộc thị xã Kỳ Anh trên cơ sở toàn bộ 4.084,26 ha diện tích tự nhiên và 11.399 người của xã Kỳ Thịnh.

## Giao thông
Trên địa bàn phường có Quốc lộ 1 đi qua.

## Hình ảnh

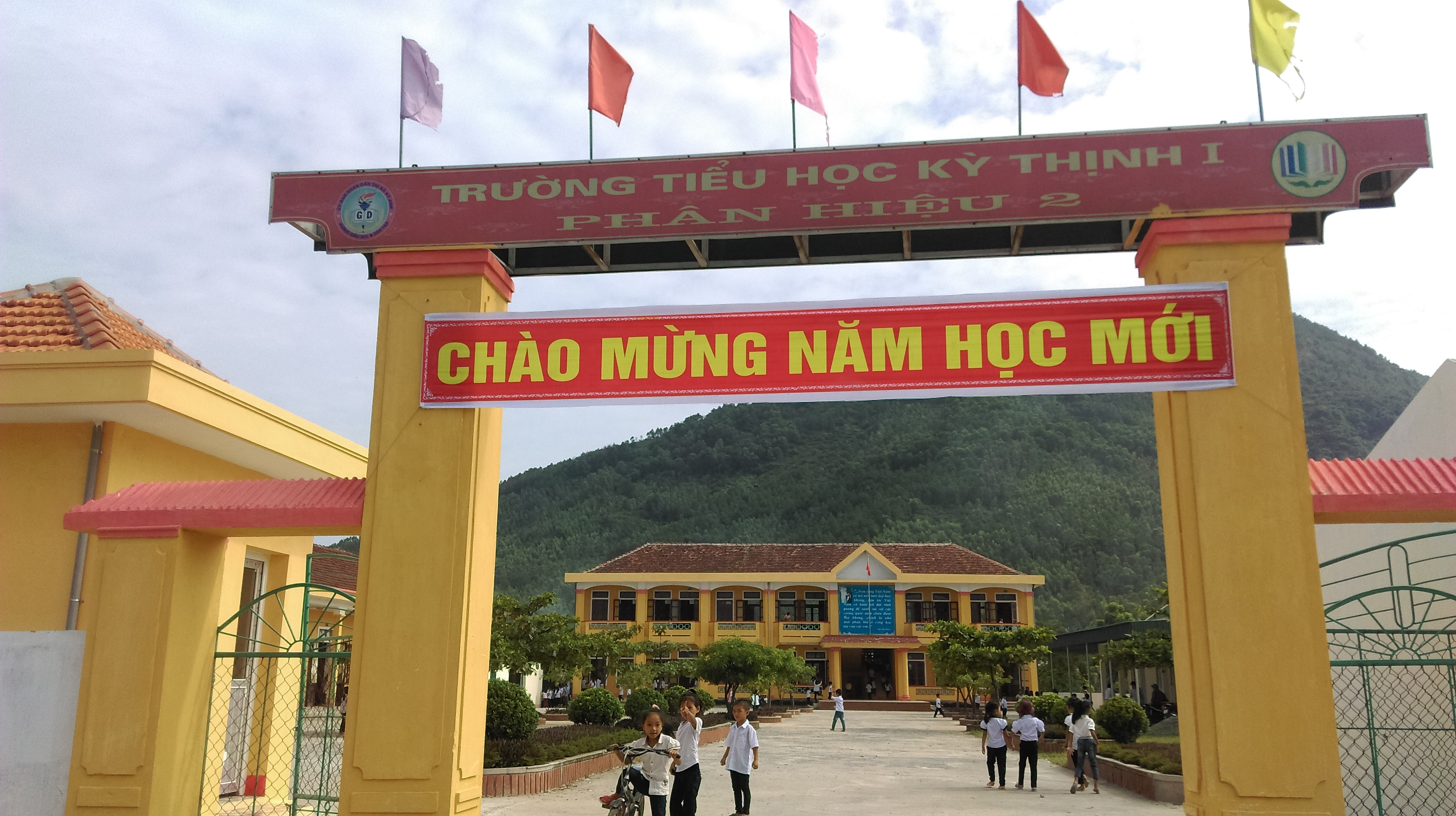
Trường Tiểu học Kỳ Thịnh I
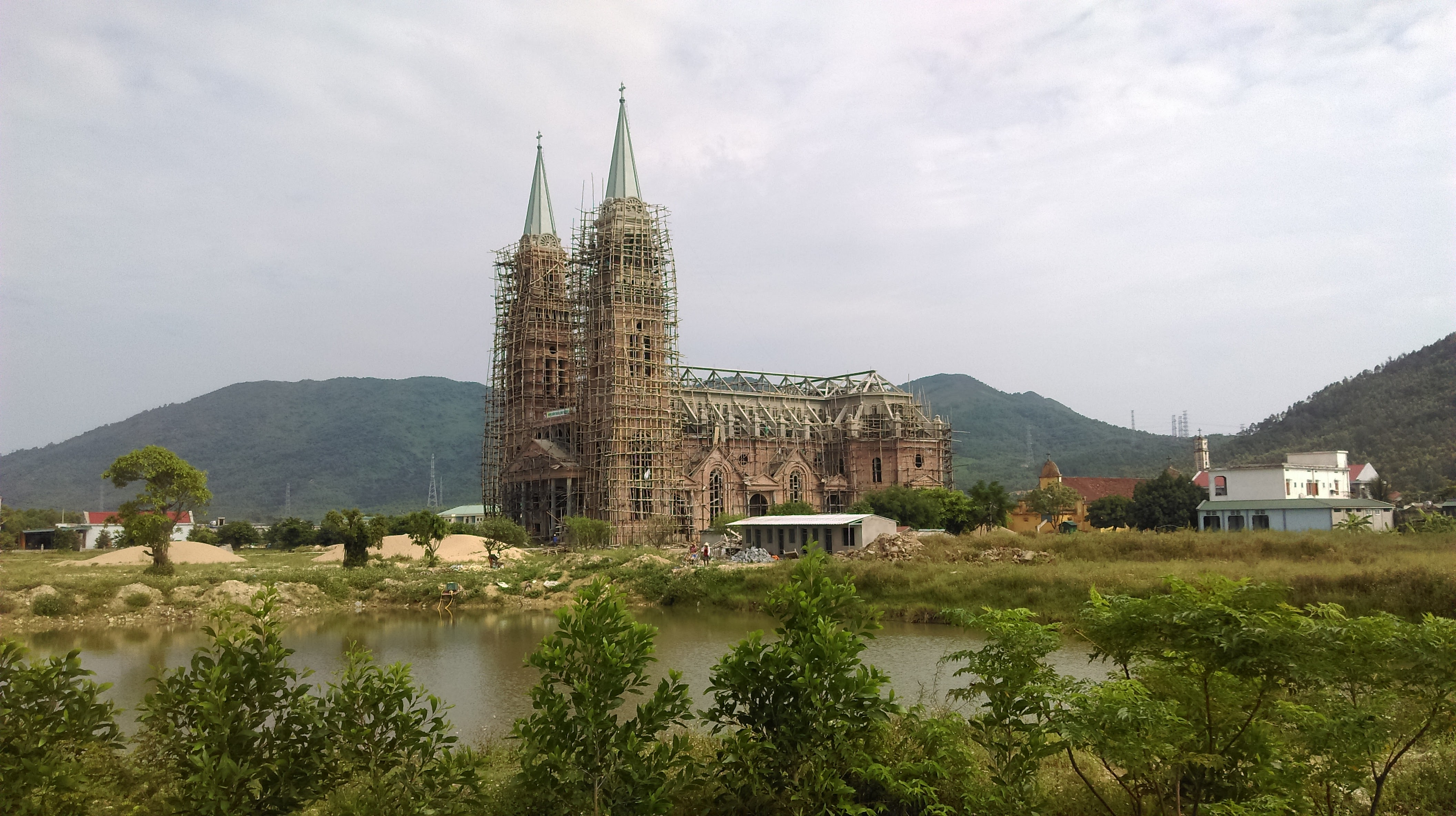
Nhà thờ Dũ Yên (2016)
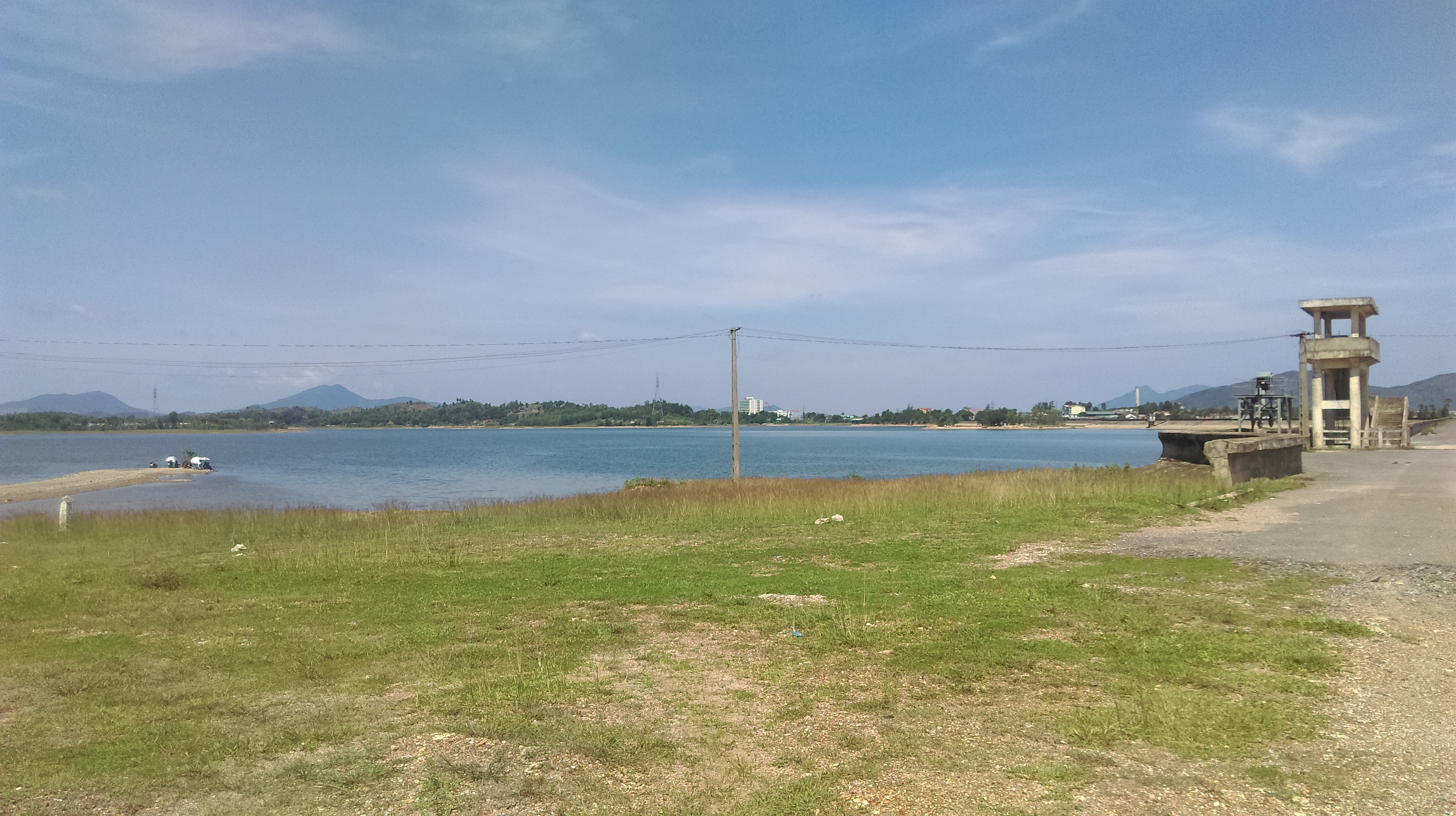
Hồ Tàu Voi